# Anderson Zogbe
Anderson Zogbe Gbayoro (* 16. Dezember 1995 in Kodiakro), auch als Vireak Zogbe bekannt, ist ein ivorischer Fußballspieler.

## Karriere
Anderson Zogbe spielt seit Mai 2014 in der ersten kambodschanischen Liga. Seine erste Station war der Nagaworld FC aus der Hauptstadt Phnom Penh. 2015 stand er beim Ligakonkurrenten Build Bright United FC, der ebenfalls in Phnom Phenh beheimatet war, unter Vertrag. Im Februar 2016 kehrte er zu Nagaworld zurück. 2018 feierte er mit dem Verein die kambodschanische Meisterschaft. Im Januar 2020 verpflichtete ihn der Erstligist Boeung Ket Angkor. Hier stand er bis Mitte November 2023 unter Vertrag. Von Ende Juni 2022 bis Ende November 2022 wurde er von Boeung Ket an seinen ehemaligen Verein Nagaworld FC ausgeliehen. Mitte November 2023 wechselte er zum Erstligisten Prey Veng FC. Nach 16 Ligaspielen nahm ihn Juli 2024 der Hauptstadtverein Visakha FC unter Vertrag. Anfang Januar 2025 wurde der an den thailändischen Zweitligisten Police Tero FC ausgeliehen. Nach 13 Ligaspielen wurde seine Ausleihe im Sommer 2025 beendet und der kehrte nach Visakha zurück.

## Erfolge
Nagaworld FC
- Kambodschanischer Meister: 2018